# 当麻老
当麻 老（たいま の おゆ）は、奈良時代の貴族。姓は真人。淳仁天皇の外祖父。官位は従五位上・上総守。

## 経歴
養老4年（720年）従五位下・造宮少輔に叙任され、神亀元年（724年）従五位上に叙せられる。その後時期は明らかでないが、上総守を務めた。
娘・山背が舎人親王の妃となり、養老元年（717年）に三原王、天平5年（733年）に大炊王を儲ける。天平宝字2年 (758年）大炊王が即位（淳仁天皇）したことから、老は天皇の外祖父となった。

## 官歴
『続日本紀』による。
- 時期不詳：正六位上
- 養老4年（720年） 正月11日：従五位下。10月9日：造宮少輔
- 神亀元年（724年） 2月22日：従五位上
- 時期不詳：上総守